# G 41-14
G 41-14 is een drievoudige ster met een spectraalklasse van M3.5 V. De ster bevindt zich 22,1 lichtjaar van de zon.